# وزارة المالية والتخطيط والاقتصاد (ساو تومي وبرينسيب)
وزارة المالية والتخطيط والاقتصاد الأزرق في ساو تومي وبرينسيب (بالبرتغاليَّة: Ministério do Planeamento, Finanças e Economia Azul da República Democrática de São Tomé and Príncipe) هي وزارة مسؤولة عن إدارة وتوجيه السياسات المالية العامة في ساو تومي وبرينسيبي.
الوزير الحالي هو غينيسيو دي ماتا، اعتبارًا من 2022 م.

## أنظر أيضا
- البنك المركزي في ساو تومي وبرينسيب
- اقتصاد ساو تومي وبرينسيب

## روابط خارجية
- باللغة البرتغالية